# Pont-du-Bois
Pont-du-Bois este o comună franceză situată în departamentul Haute-Saône, în regiunea culturală și istorică Franche-Comté și în regiunea administrativă Burgundia-Franche-Comté. 

## Geografie

### Comune limitrofe
| Passavant-la-Rochère |            | Ambiévillers                 |
| Selles               |            |                              |
| Alaincourt           | Vauvillers | Mailleroncourt-Saint-Pancras |

### Clima
În 2010, climatul comunei este de tip climat semicontinental, conform unui studiu al Centrului Național de Cercetare Științifică bazat pe o serie de date din perioada 1971-2000. În 2020, Météo-France publică o tipologie a climei din Franța metropolitană în care comuna se află într-un climat semi-continental și este în regiunea climatică Lorraine, plateau de Langres, Morvan, caracterizată de ierni aspre (1,5 °C), vânturi moderate și cețuri frecvente în toamnă și iarnă.
Pentru perioada 1971-2000, temperatura medie anuală este de 9,9 °C, cu o amplitudine termică anuală de 17 °C. Cumulul anual mediu de precipitații este de 1003 mm, cu 13,6 zile de precipitații în ianuarie și 9,8 zile în iulie. Pentru perioada 1991-2020, temperatura medie anuală observată la stația meteorologică Météo-France cea mai apropiată, „Bains”, situată în comuna La Vôge-les-Bains la 11 km în linie dreaptă, este de 10,5 °C și cumulul anual mediu de precipitații este de 1356,7 mm. Temperatura maximă înregistrată la această stație este de 40,8 °C, atinsă pe 25 iulie 2019; temperatura minimă este de −21,4 °C, atinsă pe 24 decembrie 2001.
Parametrii climatici ai comunei au fost estimați pentru mijlocul secolului (2041-2070) conform diferitelor scenarii de emisie de gaze cu efect de seră, bazate pe noile proiecții climatice de referință DRIAS-2020. Aceștia pot fi consultați pe un site dedicat publicat de Météo-France în noiembrie 2022.

## Urbanism

### Tipologie
La 1 ianuarie 2024, Pont-du-Bois este clasificată ca o comună rurală cu habitat foarte dispersat, conform noii grile comunale de densitate cu șapte niveluri definită de INSEE (Institutul Național de Statistică și Studii Economice) în 2022. Aceasta este situată în afara unității urbane și în afara zonei metropolitane a orașelor.

### Utilizarea terenului
Ocuparea terenurilor din comună, așa cum reiese din baza de date europeană de ocupare biogeofizică a terenurilor Corine Land Cover (CLC), este marcată de importanța teritoriilor agricole (54,5% în 2018), o proporție identică cu cea din 1990 (54,5%). Repartizarea detaliată în 2018 este următoarea: păduri (45,5%), pajiști (28,9%), zone agricole eterogene (18,7%), terenuri arabile (6,9%). Evoluția ocupării terenurilor în comună și a infrastructurilor sale poate fi observată pe diferitele reprezentări cartografice ale teritoriului: harta Cassini (secolul XVIII), harta de stat-major (1820-1866) și hărțile sau fotografiile aeriene ale IGN pentru perioada actuală (1950 până în prezent).

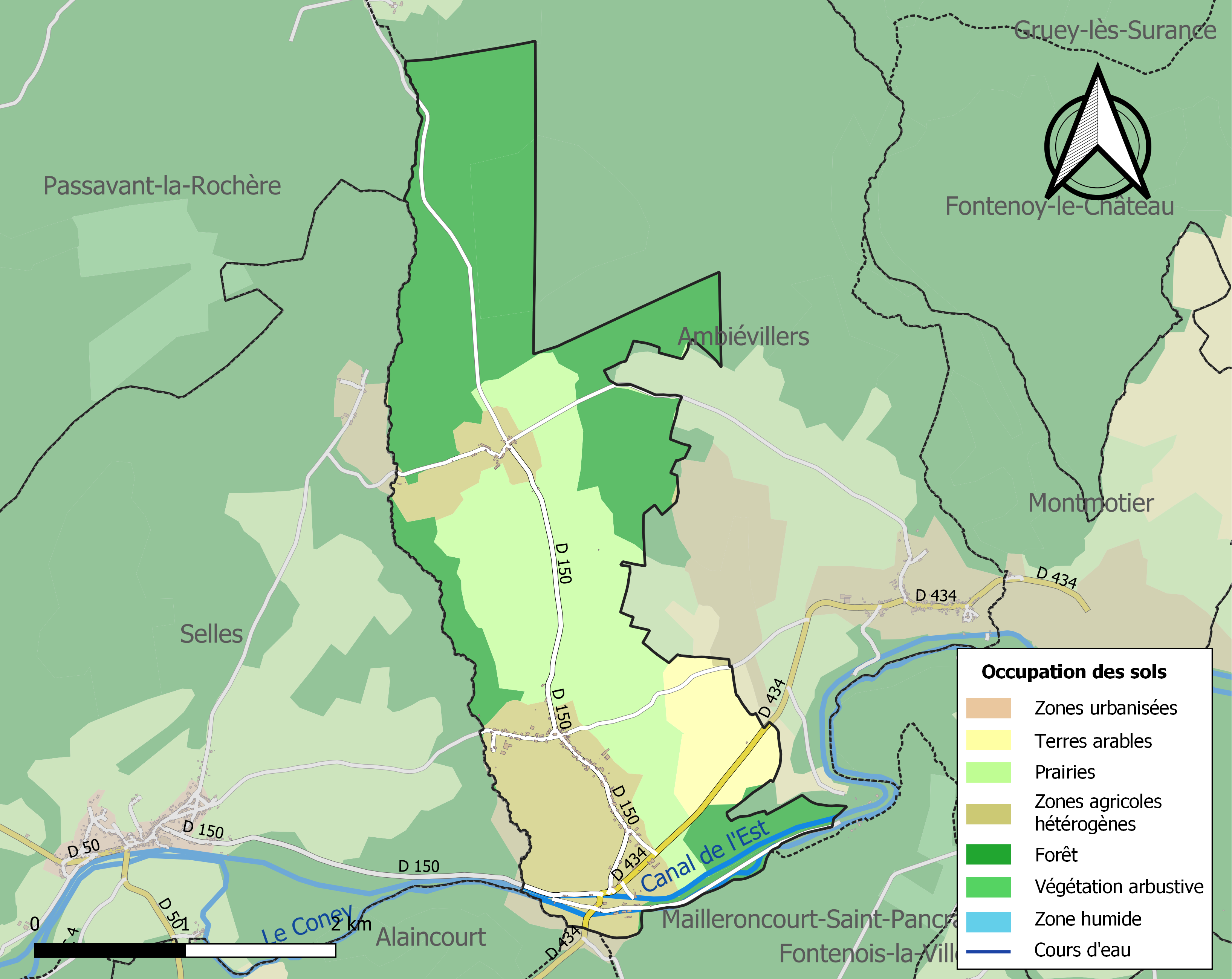
Harta infrastructurii și utilizării terenului a comunei în 2018 (CLC).

## Politică și administrație

### Legături administrative și electorale
Comuna face parte din arondismentul Lure din departamentul Haute-Saône, în regiunea Burgundia-Franche-Comté. Pentru alegerea deputaților, depinde de prima circumscripție a Haute-Saône.
Ea a făcut parte din 1793 din cantonului Vauvillers. În cadrul reorganizării cantonale din 2014 din Franța, comuna a fost atașată cantonului Jussey.

### Intercomunalitate
Comuna face parte din comunitatea de comune Haute Comté, creată la 1 ianuarie 2014, care succede trei mici intercomunități.

## Populația și societatea

### Date demografice
Evoluția numărului de locuitori este cunoscută prin recensămintele populației efectuate în comuna respectivă începând din 1793. Pentru comunele cu mai puțin de 10 000 de locuitori, un recensământ al întregii populații este realizat la fiecare cinci ani, populațiile legale pentru anii intermediari fiind estimate prin interpolare sau extrapolare. Pentru comuna respectivă, primul recensământ exhaustiv în cadrul noului dispozitiv a fost realizat în 2006.
În 2021, comuna număra 112 locuitori, în creștere cu 1,82 % față de 2015 (Haute-Saône: −1,43%, Franța fără Mayotte: +1,84%).
| An        | 1793 | 1821 | 1841 | 1856 | 1872 | 1886 | 1901 | 1921 | 1936 | 1962 | 1982 | 2006 | 2016 | 2021 |
| --------- | ---- | ---- | ---- | ---- | ---- | ---- | ---- | ---- | ---- | ---- | ---- | ---- | ---- | ---- |
| Populație | 522  | 650  | 739  | 685  | 646  | 534  | 380  | 292  | 258  | 228  | 162  | 121  | 109  | 112  |